# Нехож
Нехож (пол. Niechorz) — село в Польщі, у гміні Семпульно-Краєнське Семполенського повіту Куявсько-Поморського воєводства.
Населення — 444 особи (2011).
У 1975-1998 роках село належало до Бидгощського воєводства.

## Демографія
Демографічна структура станом на 31 березня 2011 року:
|          | Загалом | Допрацездатний вік | Працездатний вік | Постпрацездатний вік |
| -------- | ------- | ------------------ | ---------------- | -------------------- |
| Чоловіки | 227     | 61                 | 147              | 19                   |
| Жінки    | 217     | 46                 | 129              | 42                   |
| Разом    | 444     | 107                | 276              | 61                   |